# Nakiye Elgün

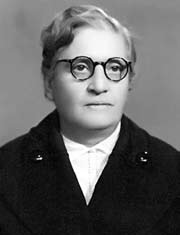
Nakiye Elgün (Parlamentsalbum 1935)

Nakiye Elgün (geboren 1882 in Rumeli Feneri bei Istanbul, Osmanisches Reich; gestorben am 23. März 1954 in Istanbul) war eine türkische Politikerin und Lehrerin.
Elgün gehörte zu den Vorkämpferinnen für Frauenbildung. Sie war die erste Frau in der Stadtverwaltung von Istanbul und 1935 eine der ersten Parlamentarierinnen der Türkei.

## Leben
Elgün wurde 1882 bei Istanbul geboren. Ihr Vater stammte aus Sivas in Zentralanatolien. Sie wählte den Beruf der Lehrerin für Mädchenschulen und machte 1901 den erforderlichen Abschluss. Eingestellt wurde Elgün erst nach der Jungtürkischen Revolution, die die Zweite osmanische Verfassungsperiode eingeleitet hatte. Im Jahr 1911 wurde sie an der İstanbul İnas-Frauenschule berufen. Nachdem Verbesserungsvorschläge und Projekte zur Verbesserung des Bildungsniveaus, die das Bildungsministerium bei ihr angefragt hatte, nicht umgesetzt wurden, trat sie 1914 zurück. Elgün arbeitete dann bis 1917 für die Schulaufsicht der Evkaf Nazırlığı (Ministerium für fromme Stiftungen). Sie war an der Verbesserung des Schulwesens der Stiftungsschulen im Sultan-Ahmet-Viertel beteiligt.
Im Jahr 1916 besuchte Elgün mit Halide Edib Adıvar im Auftrag von Cemal Pascha, dem Gouverneur in Syrien, die wichtigen Bildungsinstitutionen im syrischen Teil des Osmanischen Reichs. Dort richtete sie Schulen für Lehrerbildung ein, die Erzieher für Mädchenschulen ausbildeten. An diesen gab sie in Damaskus, Jerusalem und Beirut Türkischunterricht.
Nachdem das Bildungsministerium die Kontrolle über alle Stiftungs-Schulen übernommen hatte, beendete Elgün ihre Tätigkeit beim Evkaf Nazırlığı. Sie nahm aber das Angebot an, eine alte, höhere Schule zu reorganisieren. Sie gründete diese 1917 unter dem Namen Fevziye Lisesi (Lyzeum; heute Işık Lisesi) neu. Bis 1928 war Elgün an dieser Schule tätig. Im folgenden Jahr wurde sie zum Direktor des Mädchengymnasiums ernannt (später İstanbul Kız Lisesi) ernannt.

### Engagement und Ehrenamt
Elgün beteiligte sich auch aktiv im sozialen und gesellschaftlichen Leben. Sie arbeitete für Teʿālī-yi Nisvān Cemʿiyyeti / تعالي نسوان جمعيتى, eine der ersten osmanischen Frauenorganisationen. Während des Ersten Weltkriegs meldete sie sich freiwillig für den Roten Halbmond.
Nach dem Ausbruch des Unabhängigkeitskriegs (1919–1923) gründete sie Hilfsorganisationen für die Unterstützung von Flüchtlingsfamilien, Waisen oder für Angehörige von Gefallenen. In der Schule wurde auch Kriegsmaterial versteckt, das für den Kampf in Anatolien benötigt wurde.

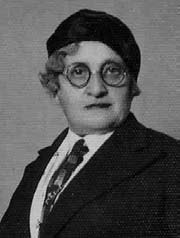
Nakiye Elgün (Parlamentsalbum 1939)

Nach dem Krieg beteiligte sich Elgün an der Gründung der Istanbuler Niederlassungen des türkischen Luftfahrtverbandes Türk Hava Kurumu (THK) – dort war sie Vorsitzende – und der Wirtschafts- und Spargesellschaft. Später arbeitete sie für die Niederlassung der Volkshaus-Bewegung Halkevleri.
Am 24. März 1935 wurde Elgün Präsidentin der Gesellschaft zum Schutz der Frau, am 25. Mai 1935 Mitglied des Exekutivausschusses von Türk Hava Kurumu und am 13. Juni 1936 übernahm sie eine führende Rolle bei der Kinderschutzorganisation. 1938 übernahm sie die Aufgabe der Vorsitzende der Topkapı-Fukaraperver-Gesellschaft war sie von 1938 bis zu ihrem Tod.

### Politik
Nach dem Ersten Weltkrieg sprach Elgün 1919 bei verschiedenen Kundgebungen in Istanbul, beispielsweise um für den Lehrerverband gegen die griechische Besetzung von Izmir zu protestieren. Am 23. Mai 1919 war sie Rednerin bei der großen Demonstration auf dem Sultanahmet-Platz. Ihre Biographen sind der Meinung, dass sich Elgün in dieser Zeit betrachtet, zu einer politischen Persönlichkeit entwickelt habe. Die Ereignisse waren auch die ersten, in denen Frauen im zerbrechenden Osmanischen Reich an die Öffentlichkeit traten.
Nach der Gründung der Republik Türkei im Oktober 1923 konnten auch die Frauen mehr Rechte einfordern. 1924 verlas Elgün auf dem Taksim-Platz auf Türkisch die Erklärung der Kinderrechte, die vom Völkerbund verabschiedet worden waren. Als den Frauen 1930 das passive Wahlrecht für Kommunal- und Provinzräte erhielten, kündigte Elgün ihren Posten als Direktorin und trat der Istanbuler Generalversammlung als Mitglied von Beyoğlu bei. Sie war die erste Frau, die zum Mitglied des Ständigen Rates der Versammlung gewählt wurde. Bei den Wahlen von 1934 wurde sie als Mitglied des Rats bestätigt.
Am 5. Dezember 1934 erhielten Frauen das aktive und passive Wahlrecht auch auf Landesebene. Elgün beteiligte sich aktiv und zog nach den Wahlen vom 8. Februar 1935 als Abgeordnete in die Große Nationalversammlung der Türkei ein. Sie war dort eine von 18 Frauen – anfangs 17. Das Parlament hatte damals den höchsten Frauenanteil in Europa. Die Cumhuriyet Halk Partisi war damals die einzige vertretene Partei. Wenn auch die Zahl der gewählten Frauen in den nächsten Wahlen stetig zurückging, so konnte doch Elgün ihren Sitz bis Juni 1946 halten. Sie vertrat das ostanatolische Erzurum in der fünften, sechsten und siebten Wahlperiode.
Nakiye Elgün starb am 23. März 1954 in Istanbul. Eine Allee in Osmanbey im Istanbuler Stadtbezirk Şişli wurde ihr zu Ehren benannt.